# Moïse Durkheim
Pour les articles homonymes, voir Durkheim.
Moïse Durkheim, né le 29 janvier 1805 à Haguenau et mort le 4 février 1896 à Épinal, est un rabbin français et le père de Émile Durkheim,.

## Éléments biographiques
Moïse Durkheim naît à Haguenau le 29 janvier 1805. Il est le fils de Abraham Israël Durkheim, instituteur et rabbin, et de Bella Simoni,.
Durant son enfance, il entame des études talmudiques sous la direction de son père mais celles-ci sont interrompues lors de la mort de ce dernier alors que Moïse n'a que onze ans. Il ne peut poursuivre ses études en France où aucune Yeshivah ne peut l'accueillir. Il part donc en Allemagne, à Francfort-sur-le-Main, vers l'âge de 17 ans.
Il entre dans la Yeshivah locale où il passe un peu plus de 7 ans avant de rentrer en France à la fin des années 1820. Il devient alors pendant un temps marchand à Mutzig.
En 1831, Auguste Ratisbonne, président du consistoire du Bas-Rhin, écrit à Olry Worms de Romilly, pour lui recommander le jeune Moïse Durkheim, ce dernier souhaitant se rendre à Paris afin de suivre des « cours de sciences et de philosophie ». Il n'eut finalement pas l'opportunité de suivre ces cours.
Il est élu à l'unanimité le 10 mars 1835 au rabbinat des Vosges et de la Haute-Marne et perpétue la tradition familiale où l'on est rabbin de père en fils depuis huit générations. Il siège à Épinal et non à Remiremont à la suite d'une décision de la commission spéciale. N'ayant ni de baccalauréat, ni de certificat de langue française, son salaire est limité à 600 francs par an ce qui le met dans une position financière très difficile.
En 1859, il est accusé d'avoir autorisé son épouse, Mélanie Isidor Durkheim, à utiliser son bureau rabbinique pour le commerce de broderie que celle-ci tenait. Le Consistoire central débat de la situation le 28 avril 1859 et demande la démission de Moïse qui rejette l'accusation. Ce dernier est soutenu par le maire d'Epinal et par de nombreux juifs de la ville. Une enquête est réclamée mais est vite étouffée. Pour cause, le commerce de son épouse étant de plus en plus renommé, un concurrent local semble avoir cherché à entacher la famille ce qui discrédite vite les accusations.
Il meurt le 4 février 1896 et est enterré dans le cimetière d'Épinal. Sur son épitaphe hébraïque, on peut lire : « La couronne de notre tête est tombée, l'éclat de notre gloire, le juge, notre guide et le rabbin de notre communauté, le rabbin Moïse fils du rabbin Israël Durkheim, maître de justice et propagateur de la Torah dans les communautés de la circonscription d'Épinal pendant plus de soixante ans. Ses jours se sont allongés au-delà de quatre-vingt-dix ans. Il a été réuni à ses pères le 20 Chevat 5556. Que son âme soit unie au faisceau de la vie ». Il n'a laissé ni mémoires, ni écrits.
Son influence sur son fils cadet, Émile, bien qu'indéterminée en l'état actuel, est considérée comme importante d'autant plus qu'Émile lui-même disait souvent qu'« il ne faut pas oublier que je suis fils de rabbin ».